# Catedral de San Sebastián (Leopoldina)
La Catedral de San Sebastián o simplemente Catedral de Leopoldina (en portugués: Catedral São Sebastião) es una iglesia católica situada en la localidad de Leopoldina, en el estado de Minas Gerais, en Brasil. Consagrada a San Sebastián es también la diócesis de Leopoldina.
Está situada en la plaza Dom Helvecio del barrio Catedral, que alberga una parroquia que tiene 3 capillas de ella dependientes: Capilla de Nuestra Señora de la Inmaculada Concepción, la capilla de Nuestra Señora del Carmen y la Capilla de San Pedro.
La parroquia de San Sebastián fue creada el 27 de abril de 1854, cuando la elevación del distrito de San Sebastián creó la ciudad de Leopoldina. Cuando se creó, la parroquia estaba subordinada a la entonces diócesis de Río de Janeiro. El 16 de julio de 1897, por decisión del papa León XIII pasó a estar subordinada a la entonces diócesis de Mariana.
El 28 de marzo de 1942, con la creación de la diócesis de Leopoldina, la iglesia fue elevada a categoría de catedral, pero su construcción se completó recién en 1965.